# دماغه ویلدا
دماغه ویلدا (انگلیسی: Cape Vilda) یک دماغه در سرزمین کراسنویارسک کشور روسیه است.